# Chiesa di San Francesco all'Immacolata (Comiso)
La chiesa di San Francesco all'Immacolata è una delle chiesa più antiche di Comiso ed è un monumento nazionale italiano.

## Storia
Le origini della chiesa di San Francesco all'Immacolata di Comiso risalgono all'epoca del feudo dei Chiaramonte, i quali nei primi decenni del Trecento fecero edificare un tempietto dedicato a Sant'Antonio, ma la chiesa, così come la vediamo oggi, è in gran parte opera della famiglia Naselli, che furono conti di Comiso dal 1453 al 1816.
Fu infatti Periconio II Naselli a chiamare i francescani a Comiso e a volere la costruzione di una cappella-mausoleo per la sua famiglia proprio nella chiesa di San'Antonio. La morte precoce però gli impedì di vedere realizzato il suo progetto; fu il suo successore, il nipote Periconetto ad impegnarsi per la sua realizzazione attraverso il suo testamento, col quale, fra l'altro, stabilì «che si avesse fabbricato nella detta chiesa una cappella ad'otto punti intorno l'altare maggiore», destinando a tal fine un legato di 40 onze fatto alla figlia Francesca e vincolando un «terreno sotto il castello» ed altre terre. I lavori iniziati verso il 1549 portarono al rifacimento di tutto l'edificio preesistente; della vecchia chiesetta non rimasero che i muri perimetrali e la porta meridionale. I successori continuarono l'opera con alterne vicende fino ad arrivare al 1571, anno della conclusione dei lavori.
Nel secolo scorso, l'archeologo Biagio Pace, riprese l'iniziativa del restauro avviata nel 1909 da Paolo Orsi e la portò a compimento negli anni trenta, restituendo alla città il suo piccolo grande gioiello architettonico-monumentale, che venne classificato come monumento nazionale. 
Il 6 dicembre 1997 la chiesa fu eretta a Santuario diocesano.

## Descrizione
Il complesso architettonico comprende la chiesa, il convento e il chiostro e si rifà allo stile gotico-catalano.
La chiesa, ad una sola navata, presenta un prospetto a capanna, sul quale si apre un portale dalla forma semplicissima, stretto da due colonnine affusolate. Nella parte alta della facciata si apre un elegante oculo che ricorda lo stile francescano.
Il perimetro murario è costituito da semplici conci squadrati ed è sormontato da una cornice aggettante che lo percorre lungo il suo lato settentrionale.
Vero scrigno della chiesa è la cappella-mausoleo dei Naselli, quadrata alla base ma che all'altezza della cornice di imposta della cupola si trasforma in ottagono, mentre l'abside si colloca sul fondo.
All'interno del tempio sono conservate opere di notevole pregio artistico:
- il mausoleo marmoreo di Gaspare Naselli, detto il Conte Rosso, opera di Antonio Gagini, figlio di Antonello Gagini: è composto da un sarcofago sul cui coperchio è posta la statua del defunto immerso in un sonno sereno e sormontato da una formella raffigurante la Madonna col Bambino;
- il sarcofago di Pietro Periconetto Naselli, edificato in pietra locale, dietro l'altare maggiore;
- un portale rinascimentale in pietra locale che funge da nicchia per la pregevole statua di san Rocco del XVI sec.;
- una tela del sec. XVI, opera di un allievo del Perugino, raffigurante i santi Placido, Flavia e Donato;
- una tela cinquecentesca raffigurante la Madonna Immacolata che veglia sulla città di Comiso;
- una tela raffigurante la Crocifissione, con Maria e san Giovanni;
- un dipinto di San Francesco e un santo eremita della scuola siciliana del sec. XVII;
- una tela raffigurante sant'Antonio Abate attribuita a Mariano Rossi;
- una tela con la stimmatizzazione di san Francesco attribuita a Vincenzo da Pavia del sec. XVI;
- un'elegante cantoria in legno del Seicento, divisa in nove scomparti raffiguranti canestri di fiori e frutti.

Adiacente alla chiesa si trova il convento con pianta quadrata e con a centro il chiostro, come nello stile francescano, dotato di un sobrio portico di chiaro spirito quattrocentesco.